# Tarou River
Tarou River är ett vattendrag i Dominica.   Det ligger i parishen Saint Paul, i den sydvästra delen av landet, 10 km norr om huvudstaden Roseau.